# Noapteșa, Mehedinți
Noapteșa este un sat în comuna Șișești din județul Mehedinți, Oltenia, România.